# Theo Jörgensmann
Theodor Franz Jörgensmann (ur. 29 września 1948 w Bottrop) – niemiecki klarnecista, jazzman i kompozytor.
Jest światowej sławy wirtuozem klarnetu i nie mniej cenionym improwizatorem. Rozpoczynał swą muzyczną drogę na przełomie lat sześćdziesiątych i siedemdziesiątych od hard-bopu będąc zafascynowanym, jak sam przyznaje, muzyką Tony’ego Scotta, Perry’ego Robinsona i Jimmy’ego Giuffre’a.

## Wybrana dyskografia
- Clarinet Summit, Clarinet Summit; Perry Robinson, Gianluigi Trovesi, Bernd Konrad, Annette Maye, Sebastian Gramss, Albrecht Maurer, Günter Sommer (2017)
- Contact 4tett Loud Enough To Rock The Kraut (2015)
- Theo Jörgensmann Bucksch (2014)
- Theo Jörgensmann/Albrecht Maurer Melencolia (2011)
- Bernd Köppen/Theo Jörgensmann The story of professor Unrat (2011)
- Rivière Composers Pool, Summer Works 2009; Kent Carter, Albrecht Maurer, Etienne Rolin (Emanem Records 2010)
- Trio Hot Jink Albrecht Maurer i Peter Jacquemyn (2008)
- Theo Jörgensmann & Oles Brothers Alchemia (2008)
- Theo Jörgensmann | Marcin Oleś | Bartłomiej Oleś, „Live in Poznań 2006” (2007)
- Marcin Oleś Theo Jörgensmann Bartłomiej Oleś, Directions (2005)
- Theo Jörgensmann, Fellowship Petras Vysniauskas, Charlie Mariano, Karl Berger, Kent Carter i Klaus Kugel (2005)
- Oles Jörgensmann Oles, Miniatures (2003)
- Theo Jörgensmann Quartet, Hybrid Identity (2002)
- Theo Jörgensmann, Eckard Koltermann, Pagine Gialle (2001)
- Theo Jörgensmann Quartet Snijbloemen Christopher Dell, Christian Ramond i Klaus Kugel (1999)
- Theo Jörgensmann Albrecht Maurer, European Echoes Barre Phillips, Bobo Stenson, Kent Carter, Wolter Wierbos (1998)
- Theo Jörgensmann Quartet ta eko mo (1997)
- Theo Jörgensmann So I Play solo (1997)
- Theo Jörgensmann John Fischer Swiss Radio Days Volume Three (1994)

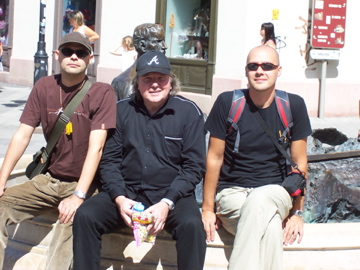
Bartłomiej Oleś Theo Jörgensmann Marcin Oleś in Győr, 5 września 2006

- Károly Binder featuring Theo Jörgensmann Live at Music Akademy Budapest (1993)
- Theo Jörgensmann Eckard Koltermann Perry Robinson Materialized Perception (1992)
- CL 4 Alte und neue Wege Lajos Dudas, Dieter Kühr, Eckard Koltermann (1986)
- Andrea Centazzo Mitteleuropa Orchestra Doctor Faustus Enrico Rava, Carlos Zingaro, Franz Koglmann, Carlo Actis Dato, Gianluigi Trovesi, Albert Mangelsdorff i Franco Feruglio (1984)
- Theo Jörgensmann Laterna Magica solo (1983)
- Clarinet Summit You better fly away John Carter, Perry Robinson, Gianluigi Trovesi, Eje Thelin, Didier Lockwood, J.F. Jenny-Clarke i Aldo Romano (1980)
- Theo Jörgensmann Quartet i Perry Robinson in time (1976)
- Radio Recordings Hessischer Rundfunk 1969-1993 Paul Lovens, Günther Christmann, Alexander von Schlippenbach, Detlef Schönenberg, Peter Kowald i Rüdiger Carl (1973)

## Literatura
- Dita von Szadkowski Grenzüberschreitungen Jazz und sein musikalisches Umfeld der 80er Jahre ISBN 3-596-22977-4.
- Martin Kunzler Jazzlexikon ISBN 3-499-16317-9.

## Filozofia
- Theo Jörgensmann Rolf Dieter Weyer Kleine Ethik der Improvisation ISBN 3-924272-99-9.

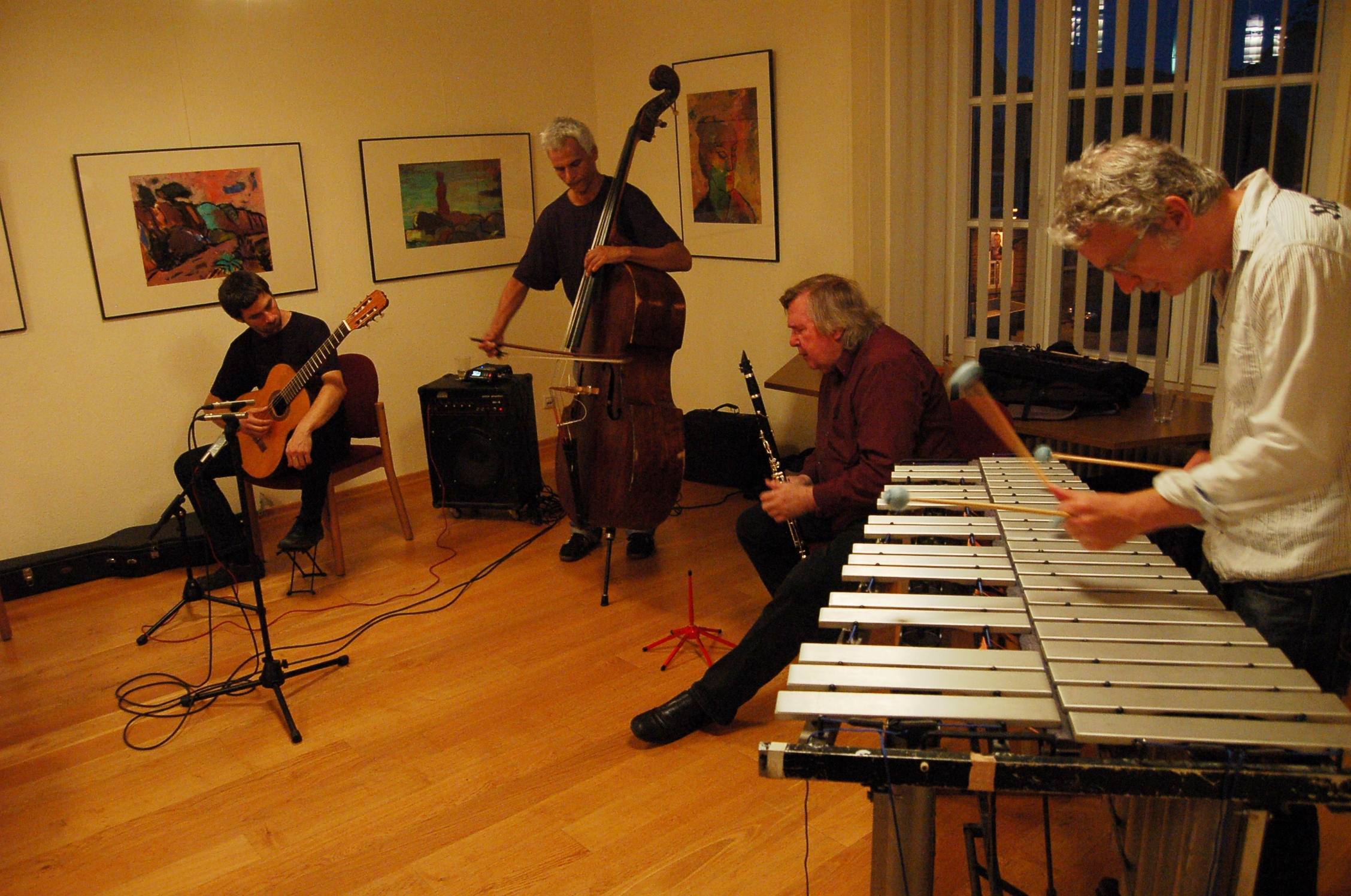
Theo Jörgensmann Freedom Trio z Christopher Dell; 2011

## Filmografia
- Menschen aus dem Ruhrgebiet (Zagłębiu Ruhry) Theo Jörgensmann, Bottrop, Klarinette. (1987) Direktor: Christoph Hübner
- Wagner Bilder Film i Teledysk; Christoph Schlingensief, Theo Jörgensmann i Bochumer Symphoniker; Direktor Christoph Hübner, 2x Beta, Barwa, 72 Min. (2001/2002)